# Accord de paix Nord-Sud
L’accord de paix Nord-Sud, Comprehensive Peace Agreement (CPA arabe : اتفاقية السلام الشامل), ou encore accord de Naivasha, est un accord de paix entre le Soudan et le Mouvement populaire de libération du Soudan signé le 9 janvier 2005 à Naivasha au Kenya. Cet accord a mis un terme à la seconde guerre civile soudanaise, à induit la répartition de plusieurs postes de pouvoir, la redistribution de certaines richesses notamment pétrolières et surtout la tenue du Référendum sur l'indépendance du Soudan du Sud qui a induit l'indépendance du Soudan du Sud. 
Le processus de paix a été encouragé par l’Autorité intergouvernementale pour le développement (IGAD), en plus d’une « troïka » de pays donateurs comprenant les États-Unis, le Royaume-Uni et la Norvège. 

## Histoire

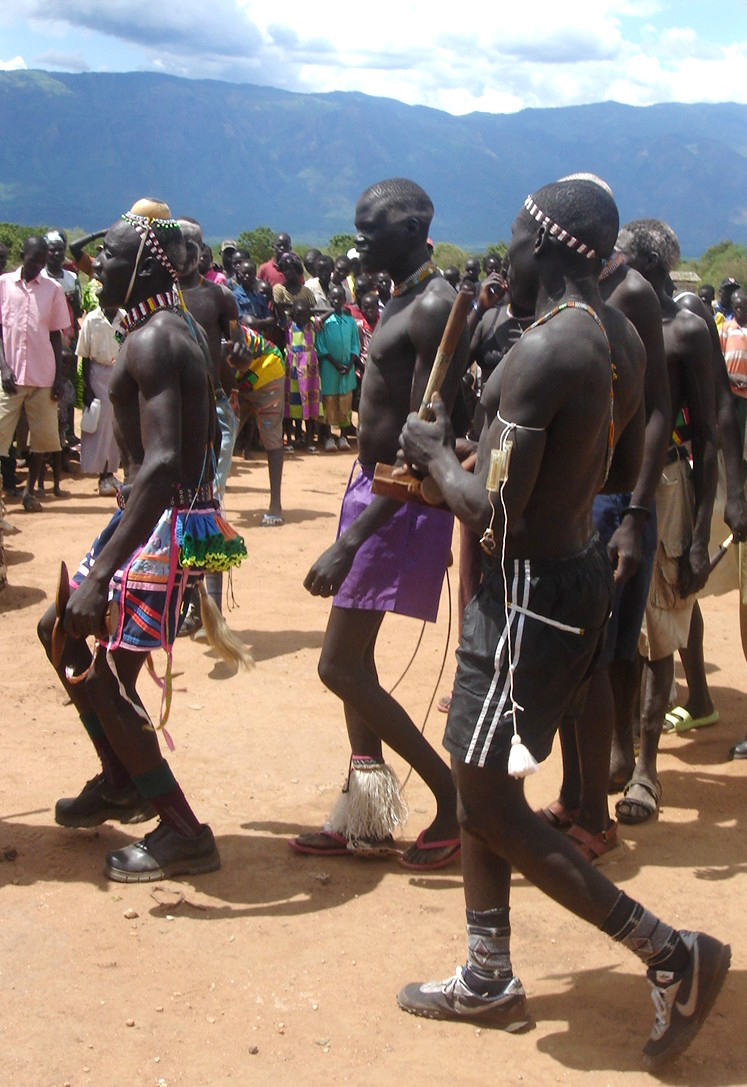
Résidents soudanais de Kapoeta, en Équatoria-Oriental, effectuant une danse traditionnelle de la paix lors d’un rassemblement où le texte de l’Accord de paix global a été distribué (2006).

L'accord signé le 9 janvier 2005 inclut la création d'une période d'autonomie de six ans pour les régions du Soudan du Sud, avant que la mise en place du Référendum sur l'indépendance du Soudan du Sud passé ce délai. L'accord inclut également une nouvelle constitution, le retrait des troupes soudanaise du Soudan du Sud en 2007 et l'intégration du Mouvement populaire de libération du Soudan (SPLM) au gouvernement d'union nationale du Soudan avant que des élections ne soient tenues en 2009.
Le 11 octobre 2007, le SPLM s'est retiré du gouvernement d'unité nationale (GoNU), accusant le gouvernement central de violer les termes de l'Accord de paix global (APG). Le SPLM affirme notamment que le gouvernement de Khartoum, dominé par le Parti du Congrès national, n'a pas retiré plus de 15 000 soldats des champs pétroliers du sud et n'a pas mis en œuvre le Protocole sur Abyei. Le SPLM a déclaré ne pas reprendre la guerre, tandis que les analystes notaient que l'accord était en train de se déliter depuis un certain temps, notamment en raison de l'attention internationale portée au conflit au Darfour voisin.
Le SPLM a annoncé son retour au gouvernement le 13 décembre 2007, suite à un accord. Cet accord prévoit une rotation trimestrielle du siège du gouvernement entre Djouba et Khartoum, bien qu'il semble que ce soit essentiellement symbolique, ainsi que le financement d'un recensement (essentiel pour le référendum) et un calendrier de retrait des troupes de l'autre côté de la frontière.
Les troupes du Nord-Soudan ont finalement quitté le Sud-Soudan le 8 janvier 2008.

## Indépendance du Soudan du Sud
Un référendum a été organisé du 9 au 15 janvier 2011 pour déterminer si le Soudan du Sud devait déclarer son indépendance du Soudan. 98,83 % de la population a voté pour. Le pays est devenu indépendant sous le nom de République du Soudan du Sud le 9 juillet 2011,.